# کمیسیون مناظره‌های انتخاباتی
کمیسیون مناظره‌های انتخاباتی یا به اختصار سی‌پی‌دی (به انگلیسی: Commission on Presidential Debates (CPD)) یک ابرشرکت ناسودبر است که در سال ۱۹۸۷ با حمایت مشترک احزاب سیاسی جمهوری‌خواه و دموکرات در ایالات متحده آمریکا تشکیل شد. کار این کمیسیون حمایت مالی از مناظره‌های انتخاباتی بین نامزدهای ریاست‌جمهوری و معاون‌اولی ریاست‌جمهوری و برگزاری آن‌ها است. این کمیسیون همچنین فعالیت‌های تحقیقی و آموزشی نیز در رابطه با مناظره‌ها انجام می‌دهد. سی‌پی‌دی از سال ۱۹۸۸ تمام مناظره‌های انتخاباتی ریاست‌جمهوری را برگزار کرده‌است. مؤسسه‌ها و شرکت‌های خصوصی از مناظره‌های کمیسیون حمایت مالی می‌کنند.
در نظر نگرفتن نامزدهای احزاب سوم در مناظرات همواره موضوع مناقشه و دعواهای حقوقی بوده‌است.